# Ioachim Moldoveanu
Ioachim Moldoveanu (Alba, 17 de agosto de 1913 - Craiova, 31 de julho de 1981) foi um futebolista romeno que competiu na Copa do Mundo FIFA de 1938.